# 上京ものがたり
『上京ものがたり』（じょうきょうものがたり）は、西原理恵子による日本の漫画作品。小学館『ビッグコミックスペリオール』に連載され、2004年11月に単行本が出版された。
2013年に実写映画化。

## 概要
自伝的叙情派作品『女の子ものがたり』、『営業ものがたり』の3部作の1作目。作者、西原理恵子をモデルにした主人公、菜都美の学生時代が描かれている。『女の子ものがたり』は西原の少女時代のお話だが、本作では上京し作家デビューするまでのお話となっている。
2005年に、『毎日かあさん』とともに第9回手塚治虫文化賞（短編マンガ部門）を受賞している。

## 書誌情報
- 西原理恵子 『上京ものがたり』 小学館、全1巻、2004年11月発売 ISBN 4-09-179274-X

## 映画
2013年8月24日公開。監督・脚本は『女の子ものがたり』と同じく森岡利行が務める。

### キャスト
高原菜都美：北乃きい
本作の主人公。漫画家になる夢を追いかけ、田舎から上京してきた美大生。
学校ではいつも成績ビリ。生活も貧しく、キャバクラのバイトを始めるが、ストレスで顔面麻痺になってしまう。
良介：池松壮亮
菜都美のヒモ彼氏。やさしい青年だが、定職に就こうとしない。
吹雪：瀬戸朝香
菜都美が働くキャバクラの先輩ホステス。
沙希：谷花音
吹雪の娘。親子共々菜都美を応援してくれている。
- 松尾諭
- 木村文乃
- 黒沢あすか
- 西原理恵子
- 岸部一徳
- 井村空美
- 荒井萌
- 高山侑子
- 森田亜紀
- 趣里
- 梶沼萌花
- 小沢真珠
- 國元なつき

### スタッフ
- 監督・脚本：森岡利行
- 撮影：工藤哲也
- 編集：和田剛
- 美術：山下修侍
- 音楽：野島健太郎
- 配給：ファントム・フィルム
- 製作：「上京ものがたり」製作委員会（PKP、ブームアップ、ポニーキャニオン、ファントム・フィルム、ストレイドッグプロモーション）

### 主題歌
- GLORY HILL『NOWHERE』（ワーナーミュージック・ジャパン）

### 挿入歌
- 柳めぐみ『Promise You』（クラウンレコード）